# Torre de Don Miguel
Torre de Don Miguel ist eine Gemeinde (municipio) mit 476 Einwohnern (Stand: 2024) im äußersten Nordwesten der Provinz Cáceres in der Autonomen Region Extremadura im Westen Spaniens. 

## Lage
Torre de Don Miguel liegt etwa 85 Kilometer (Fahrtstrecke) nordnordwestlich der Provinzhauptstadt Cáceres in einer Höhe von ca. 560 m. Das Klima ist gemäßigt bis warm; Regen (864 mm/Jahr) fällt hauptsächlich im Winterhalbjahr.

## Bevölkerungsentwicklung
| Jahr      | 1970 | 1981 | 1991 | 2001 | 2011 | 2021 |
| Einwohner | 1185 | 935  | 733  | 629  | 545  | 494  |

Der deutliche Bevölkerungsrückgang seit den 1950er Jahren ist im Wesentlichen auf die Mechanisierung der Landwirtschaft sowie die Aufgabe bäuerlicher Kleinbetriebe („Höfesterben“) und den damit einhergehenden Verlust von Arbeitsplätzen zurückzuführen.

## Sehenswürdigkeiten
- Kirche Mariä Himmelfahrt
- Christuskapelle
- Marienkapelle